# 나주 진씨
나주 진씨(羅州陳氏)는 전라남도 나주시를 본관으로 하는 한국의 성씨이다. 시조 진온(陳溫)은 여양 진씨의 시조인 진총후(陳寵厚)의 증손자로 고려에서 때 문과에 급제해 한림학사(翰林學士), 예빈경(禮賓卿), 지공주사(知公州事), 지나주사(知羅州事) 등을 지냈다. 학문에 뛰어났으며, 척불숭유(斥佛崇儒)를 주장했다고 전해진다.

## 참고 자료
- “나주진씨(羅州陳氏)”. 뿌리를 찾아서.[깨진 링크(과거 내용 찾기)]